# Giv'at ha-Šloša
Giv'at ha-Šloša (hebrejsky גִּבְעַת הַשְּׁלֹשָׁה, doslova „Vrch tří“, v oficiálním přepisu do angličtiny Giv'at HaShelosha, přepisováno též Giv'at HaShlosha) je vesnice typu kibuc v Izraeli, v Centrálním distriktu, v Oblastní radě Drom ha-Šaron.

## Geografie
Leží v nadmořské výšce 29 metrů v hustě osídlené a zemědělsky intenzivně využívané pobřežní nížině, na jižním okraji Šaronské planiny.
Obec se nachází 13 kilometrů od břehu Středozemního moře, cca 13 kilometrů východně od centra Tel Avivu a cca 78 kilometrů jihojihozápadně od centra Haify. Leží v silně urbanizovaném území, v kterém je zachován při řece Jarkon fragment původní zemědělské krajiny, jenž je na západě sevřen městem Petach Tikva a na východě městem Roš ha-Ajin. Giv'at ha-Šloša obývají Židé, přičemž osídlení v tomto regionu je etnicky převážně židovské. 5 kilometrů severovýchodním směrem odtud ale leží město Kafr Kasim, které je součástí takzvaného Trojúhelníku obývaného izraelskými Araby.
Giv'at ha-Šloša je na dopravní síť napojen pomocí lokální silnice číslo 483. Východně od kibucu probíhá severojižním směrem dálnice číslo 6.

## Dějiny
Giv'at ha-Šloša byl založen v roce 1925. Kibuc je pojmenován po třech židovských zemědělských dělnících z Petach Tikva, kteří byli za první světové války popraveni tureckými úřady pro špionáž. V roce 1927 se kibuc stal jedním z center židovské vojenské organizace Hagana a čelil britské razii.
Roku 1952, v souvislosti s rozkolem v politické organizaci izraelských kibuců, došlo k rozdělení původního kibucu. Na místě dosavadního kibucu Giv'at ha-Šloša vznikl kibuc Ejnat a kibuc Giv'at ha-Šloša se přesunul o cca 2 kilometry k severozápadu, do nynější polohy.
Před rokem 1949 měl Giv'at ha-Šloša rozlohu katastrálního území 1404 dunamů (1,404 kilometru čtverečního). Správní území obce v současnosti dosahuje 4000 dunamů (4 kilometry čtvereční). Místní ekonomika je založena na zemědělství (bavlna, polní plodiny, mlékárenství, chov drůbeže). Ve vesnici funguje plavecký bazén.
1 kilometr severovýchodně od kibucu se nachází starověká lokalita Tel Afek, v jejíž blízkosti se nacházejí i prameny řeky Jarkon a která je zahrnuta do národního parku.

## Demografie
Podle údajů z roku 2014 tvořili naprostou většinu obyvatel v Giv'at ha-Šloša Židé (včetně statistické kategorie "ostatní", která zahrnuje nearabské obyvatele židovského původu ale bez formální příslušnosti k židovskému náboženství).
Jde o menší obec vesnického typu s dlouhodobě stagnující populací, která ale roku 2009 skokově stoupla. K 31. prosinci 2014 zde žilo 773 lidí. Během roku 2014 populace stoupla o 0,7 %.
| Rok            | 1948 | 1961 | 1972 | 1983 | 1995 | 2001 | 2003 | 2004 | 2005 | 2006 | 2007 | 2008 | 2009 | 2010 | 2011 | 2012 | 2013 | 2014 |
| -------------- | ---- | ---- | ---- | ---- | ---- | ---- | ---- | ---- | ---- | ---- | ---- | ---- | ---- | ---- | ---- | ---- | ---- | ---- |
| Počet obyvatel | 973  | 528  | 446  | 429  | 428  | 429  | 432  | 428  | 441  | 446  | 450  | 458  | 720  | 761  | 739  | 739  | 768  | 773  |

* údaj pro rok 1948 zahrnuje obec ještě před rozkolem a rozdělením na dva kibucy